# Limenitis daguana
Limenitis daguana är en fjärilsart som beskrevs av Hans Fruhstorfer 1915. Limenitis daguana ingår i släktet Limenitis och familjen praktfjärilar. Inga underarter finns listade i Catalogue of Life.